# Abd al-Aziz ibn Musa
ʿAbd al-ʿAzīz ibn Mūsā b. Nuṣayr, in arabo عبد العزيز بن موسى‎? (... – Siviglia, 716), fu Wālī omayyade di al-Andalus dal 714 al 716.

## Origine
Figlio del precedente wālī omayyade di al-Andalus che fu anche Wali di Ifriqiya, Mūsā b. Nuṣayr e della di lui moglie di cui non conosciamo né il nome né gli ascendenti, che in seconde nozze sposò Rabia, che fu collaboratore del califfo, Yazid II ibn 'Abd al-Malik.

Il Diccionario biográfico español, Real Academia de la Historia, riporta che Musa era di umile origine, forse imparentato con i Lakhmidi.

Secondo il Ajbar Machmuâ: crónica anónima Musa era discendente da una famiglia araba siriana infedele (infieles), cioè cristiana, che era stata catturata durante la conquista mussulmana del medio oriente ed era al servizio del califfo Abd al-Malik ibn Marwan, dopo che il padre di Musa, Nuṣayr, era stato liberato.

Mappa della penisola iberica, nel 714, durante la conquista araba, all'inizio del mandato di Abd al-Aziz

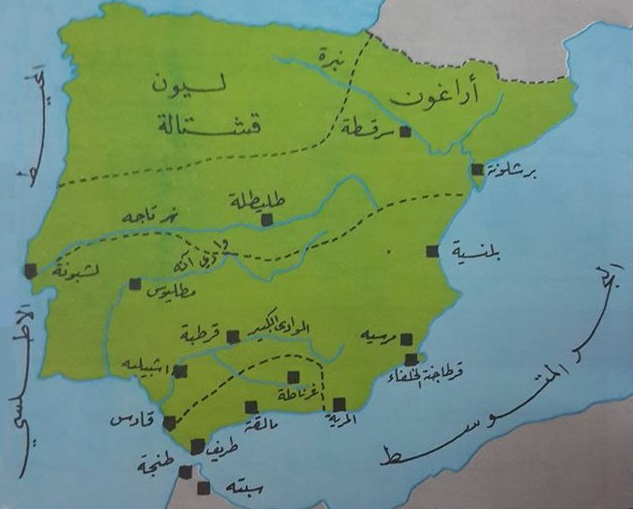
Mappa della penisola iberica, nel 716, alla morte di Abd al-Aziz

## Biografia
Nel 712 attraversò lo stretto di Gibilterra, con il padre Mūsā e con un esercito di 18.000 uomini, attraversò lo stretto, per prendere parte alla conquista musulmana della Penisola iberica: occuparono, con la forza, Medina-Sidonia, entrarono in Carmona, con uno stratagemma e, poi assediarono Siviglia, la più importante città della Spagna, la prima capitale del regno visigoto, che occuparono dopo alcuni mesi, la consegnarono alla custodia degli Ebrei e si diressero verso Mérida, a cui posero l'assedio che durò circa un anno (sino al 30 giugno 713).

Anche la Histoire de la conquête de l'Espagne par les Musulmans riporta gli stessi avvenimenti più succintamente, precisando che Musa volle sbarcare le sue truppe sulla costa atlantica, in un luogo diverso da quello in cui sbarcò Tariq, che venne denominato Porto di Musa e da lì si diresse su Sidonia, città vicino al punto di sbarco.
Tra il 712 e il 713, secondo il Diccionario biográfico español, Real Academia de la Historia, prima represse la rivolta di Siviglia, che si era ribellata, come riporta lo storico Rafael Altamira y Crevea; poi conquistò Malaga, Granada e Orihuela, dove, il 5 aprile del 713, firmò un trattato (il primo di una serie di trattati in tutta la penisola) con il conte Teodomiro, che era il governatore visigoto di sette città nella zona di Alicante.
Dopo che Musa e Tariq si erano riuniti ad Astorga, entrambi furono richiamato a Damasco, per rendere conto del suo operato, dal califfo al-Walīd I.

Prima di partire Musa, in qualità di Wali di Ifriqiya assegnò la carica di Wali di al-Andalus ad ʿAbd al-ʿAzīz, che da allora fu wali di al-Andalus e comandante in capo dell'esercito conquistatore, come conferma anche la Histoire de la conquête de l'Espagne par les Musulmans.
Continuò la guerra di conquista delle terre cristiane, combattendo l'ultimo re dei Visigoti, Ardo; le truppe musulmane, che contavano con l'appoggio di un certo numero di ebrei e di cristiani convertiti all'Islam, tra il 715 e il 716, occuparono Tarragona e molte altre zone strategiche dell'Hispania settentrionale
Nel frattempo, dopo la partenza del padre, Musa, Abd al-Aziz aveva sposato Egilona, la vedova del re dei visigoti Roderico, citata come Aylo, nella Histoire de l'Afrique et de l'Espagne, Umm-Asim dalla Ajbar Machmuâ: crónica anónima, Oumm-Aasim nella Histoire de la conquête de l'Espagne par les Musulmans.

Anche Ibn Abd-el-Hakem's History of the Conquest of Spain riporta che Abd al-Aziz, dopo la partenza del padre, aveva sposato una signora cristiana, la figlia di Roderico.
L'influenza di Egilona su Abd al-Aziz ibn Musa non era gradita e ancora meno gradita ai mori fu l'incoronazione di Abd Aziz.

Nemmeno a Damasco la notizia fu favorevolmente ricevuta dal nuovo califfo degli Omayyadi, Sulayman ibn Abd al-Malik, il quale aveva fatto imprigionare il padre, Mūsā ibn Nuṣayr, e dato ordine di uccidere Abd al-Aziz ibn Musa reo di aver tentato di stabilire una propria monarchia; Abd al-Aziz venne ucciso, nel 716, mentre pregava in una moschea di Siviglia, che era stata la chiesa di Robina, mentre Ibn Abd-el-Hakem's History of the Conquest of Spain, riporta che Abd al-Aziz ibn Musa fu scacciato dalla moschea e ucciso all'esterno di essa.

Anche Spagna musulmana e Portogallo riporta la condanna e l'assassinio di Abd al-Aziz ibn Musa.
Dopo l'omicidio di ʿAbd al-ʿAzīz, il cugino Ayyūb b. Ḥabīb al-Lakhmī fu designato wālī di al-Andalus dai giustizieri del cugino, che a Kairouan, capitale di Ifriqiya, non incontrarono il Wali e quindi non poterono fare approvare la nomina, che non fu nemmeno confermata dal califfo di Damasco, Sulayman ibn Abd al-Malik.
La testa di ʿAbd al-ʿAzīz fu portata a Damasco e suo padre, Musa dovette fare il riconoscimento. Anche i fratelli e fratellastri di ʿAbd al-ʿAzīz erano stati rimossi dagli incarichi o fatti uccidere, come sostiene lo storico C.H. Becker.

### Fonti primarie
- (FR)  Histoire de la conquête de l'Espagne par les Musulmans
- (FR)  #ES Histoire de l'Afrique et de l'Espagne
- (ES)  Ajbar Machmuâ: crónica anónima
- (EN)  #ES Ibn Abd-el-Hakem's History of the Conquest of Spain
- (EN)  muslim spain and portugal

### Letteratura storiografica
- Rafael Altamira, La Spagna sotto i Visigoti, in Storia del mondo medievale, vol. I, Garzanti, 1999,  pp. 743-779.
- C.H. Becker, L'espansione dei saraceni in Africa e in Europa, in Storia del mondo medievale, vol. II, Garzanti, 1999,  pp. 70-96.
- (ES)  La dinámica política